# Pennatulacea
Pennatulacea of zeeveren is een orde van koralen uit de klasse Anthozoa (bloemdieren). 

## Kenmerken
Dit koraal bestaat uit een grote centrale hoofdpoliep (of stengel) die rondom bedekt is met kleine poliepjes. De vlezige stengel kan wel een meter lang worden en is, net als bij zachte koralen, met kalknaalden verstevigd. Zij kunnen soms felle kleuren (zoals oranje) aannemen.

## Verspreiding en leefgebied
Zeeveren komen voor op groter dieptes, op zand- of modderbodems van baaien en havens van tropische en subtropische wateren.  

## Taxonomie
- Geen indeling in een onderorde.
  - Chunellidae
  - Echinoptilidae
  - Renillidae
  - Scleroptilidae
  - Stachyptilidae
- Sessiliflorae Kükenthal, 1915
  - Anthoptilidae Kölliker, 1880
  - Funiculinidae Gray, 1870
  - Kophobelemnidae Gray, 1860
  - Protoptilidae Kölliker, 1872
  - Umbellulidae Kölliker, 1880
  - Veretillidae Herklots, 1858
- Subsessiliflorae
  - Halipteridae Williams, 1995
  - Pennatulidae Ehrenberg, 1834
  - Virgulariidae Verrill, 1868